# Massaker im Jesuitenkloster in der Rakowiecka-Straße in Warschau

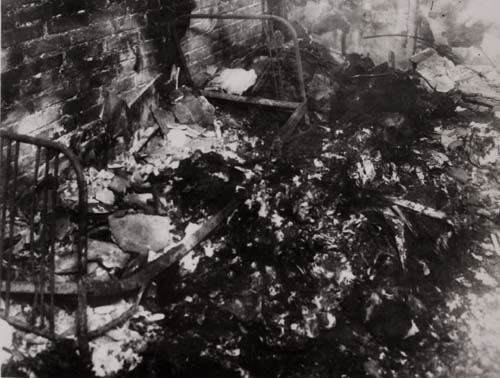
Der Verbrechensort. Das Foto aus dem Jahre 1945.

Das Massaker im Jesuitenkloster in der Rakowiecka-Straße in Warschau war ein von den deutschen Besatzern am zweiten Tag des Warschauer Aufstandes durchgeführter Massenmord an mehreren Polen, der im Jesuitenkloster im Warschauer Stadtbezirk Mokotów stattfand. Am 2. August 1944 ermordeten die Soldaten der Schutzstaffel fast vierzig Menschen – darunter acht Priester und acht Brüder der Gesellschaft Jesu und fast zwanzig Laien (darunter mindestens acht Frauen und einen zehnjährigen Jungen) – im jesuitischen Haus der Schriftsteller in der Rakowiecka-Straße 61.

## Das Kloster während der Stunde „W“
Zum Zeitpunkt des Ausbruchs des Warschauer Aufstandes befand sich das Jesuitenkloster in einer außergewöhnlich ungünstigen Lage, weil die Rakowiecka-Straße eines der wichtigsten Zentren des deutschen Widerstandes in Mokotów war. In unmittelbarer Nähe des Klosters gab es starke Einheiten der Besatzer, u. a. in der mächtigen SS-Stauferkaserne in der Rakowiecka-Straße 4, der Flakkaserne am Anfang der Puławska Straße, dem Gebäude der Warschauer Naturwissenschaftlichen Universität (Szkoła Główna Gospodarstwa Wiejskiego w Warszawie, kurz SGGW), in der Pole Mokotowskie (die Batterien der Fliegerabwehr), der Wawelberg-Schule und das Fort Mokotów.
Am 1. August 1944 attackierten die Soldaten der polnischen Heimatarmee (V. Distrikt „Mokotów“) die deutschen Stellungen entlang der Rakowiecka-Straße. An diesem Tag war das Kloster in Kämpfe nicht hineingezogen. Als auf den Straßen die Schießerei stattfand, versteckten sich im Haus der Schriftsteller mehrere Zivilisten (unter ihnen war der zehnjährige Ministrant, Zbyszek Mikołajczyk), die aufgrund der Kämpfe nicht nach Hause zurückkehren konnten. Am Abend des 1. August waren etwa 50 Menschen im Kloster: 25 Mönche, 12 Laien und ein Dutzend zufällige Menschen, die dort nach einer Zuflucht suchten.

## Einfall der Deutschen

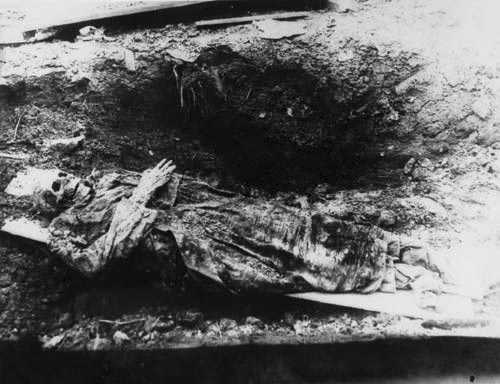
Die Leiche des Priesters Kosibowicz, die 1945 exhumiert wurde

Die Ruhe dauerte nicht lange. Am Morgen des 2. August wurde das Kloster von deutschen Flugabwehrgeschützen aus dem nahe gelegenen Pole Mokotowskie beschossen. Der Beschuss brachte keine Opfer, aber bald stürmte eine 20-köpfige SS-Einheit ins Haus der Schriftsteller – höchstwahrscheinlich von der nahe gelegenen Stauferkaserne geschickt. SS-Männer haben den Polen vorgeworfen, dass aus dem Gebäude deutsche Soldaten beschossen wurden. Nach einer flüchtigen Suche, die zu keinen Anhaltspunkten für diese Vorwürfe führte, brachten die Deutschen den Oberen des Klosters, Pater Superior Edward Kosibowicz, aus dem Gebäude – angeblich für zusätzliche Erklärungen im Hauptquartier. Tatsächlich wurde Pater Edward Kosibowicz mit einem Schuss in den Hinterkopf im Pole Mokotowskie ermordet.
Gleichzeitig sammelten die Deutschen die übrigen Bewohner im Zentralheizungskeller, der sich im Kellergeschoss des Klosters befand. Die Versuche der Mönche, die die deutsche Sprache beherrschten, mit SS-Männern zu reden und die Spannung zu lösen, scheiterten.

## Das Massaker
Nach einiger Zeit begannen die Deutschen die Bewohner nacheinander aus dem Heizungskeller zu holen. Nachdem sie von wertvollen persönlichen Gegenständen beraubt worden waren, wurden alle in einen kleinen Raum gebracht, der bisher von dem Kutscher des Klosters besetzt war. Als sich alle Polen im Keller versammelt hatten, eröffneten die Deutschen das Feuer mit Maschinengewehren und bewarfen die Menschen mit Granaten. Mehrere Stunden wurden Todesschüsse abgegeben. Zeugen sagten aus, dass SS-Männer von einem 10-jährigen Jungen aus einer deutschen Familie begleitet wurden, der die Täter auf diese Polen hinwies, die noch Lebenszeichen zeigten.
„Es kommt in den Raum ein kleiner deutscher Junge, der sich SS-Männern angeschlossen hat und sie auf Schritt und Tritt folgt. Ab und zu hört man seine Kinderstimme. ‚Achtung! Der lebt noch! O hier, hier, er atmet noch!‘ Die SS-Männer folgen die Bewegung seiner Hand und dann ertönt eine Reihe von Schüssen, begleitet von einem Kinderlachen und Klatschen mit den Händen.“
Nachdem die Täter weggegangen waren, entkamen aus den Leichenhaufen vierzehn Menschen – meisten waren sie verletzt. Neun Überlebende versteckten sich im Heizraum hinter einem Kohlehaufen. Die anderen fanden eine Zuflucht in der Klosterküche hinter dem für den Winter aufbewahrten Brennholz. Kurz nach ihrer Flucht kehrten die Deutschen zurück, um auf die Toten Benzin zu gießen und die Leichen anzuzünden. Nicht alle waren jedoch tot, manche Menschen wurden lebendig verbrannt (schwer verletzte Polen).
Das letzte Opfer des Massakers war ein aufständischer Kaplan, Priester Franciszek Szymaniak SJ. Er kam ahnungslos ins Haus der Schriftsteller, um geweihte Hostien zu holen. Er wurde in der Klosterkapelle erschossen.
Am 2. August 1944 ermordeten die Deutschen auf dem Gebiet des Hauses der Schriftsteller in der Rakowiecka-Straße 61 fast 40 Menschen – darunter 8 Priester und 8 Brüder der Gesellschaft Jesu (Priester Kosibowicz nicht gerechnet) und über 20 nicht geistliche Personen (darunter mindestens 8 Frauen und einen 10-jährigen Junge). Es ist unmöglich, die genaue Anzahl der Opfer zu bestimmen, weil es nur 32 Namen der Opfer des Massakers bekannt sind.
„Der pensionierte Oberst Zołoteńko erzählte mir (…), dass er nach der Hinrichtung im Kloster einen der Deutschen gefragt habe, was mit den Priester und insbesondere mit dem Oberen des Hauses passiert ist und erhielt solche Antwort in deutscher Sprache: Alle getötet, jeden Priester werde ich auf solche Weise erschießen.“ – die Aussage von dem Priester Aleksander Kisiel.

## Flucht der Überlebenden
Nach dem Verbrechen plünderten die Deutschen das Kloster und legten Feuer an mehreren Punkten des Gebäudes. Sie entdeckten jedoch die das Massaker überlebenden Polen nicht. In der Nacht vom 2. zum 3. August beschlossen fünf in der Küche versteckte Personen, aus dem Gebäude zu fliehen. Vier Mönche gelang es nach Trennung und zahlreichen Schwierigkeiten, an einen sicheren Ort zu gelangen. Das Schicksal der fünften Person, einer nicht identifizierten Frau, die in den Stadtbezirk Mokotów zurückgekehrt ist, um nach daheim zurückgelassenen Kindern zu suchen, ist nicht bekannt. Pater Jan Rosiak, der in der Gruppe der Flüchtlinge war, behauptete, dass die Frau den Aufstand überlebt habe.
Die im Heizraum versteckten Polen konnten nach zwei Tagen die Bewohner der benachbarten Häuser über ihre Lage informieren. Am 5. August evakuierten Krankenschwestern des aufständischen Krankenhauses die Überlebenden aus dem Kloster und brachten sie in ein von den Aufständischen besetztes Gebiet.

## Erinnerung

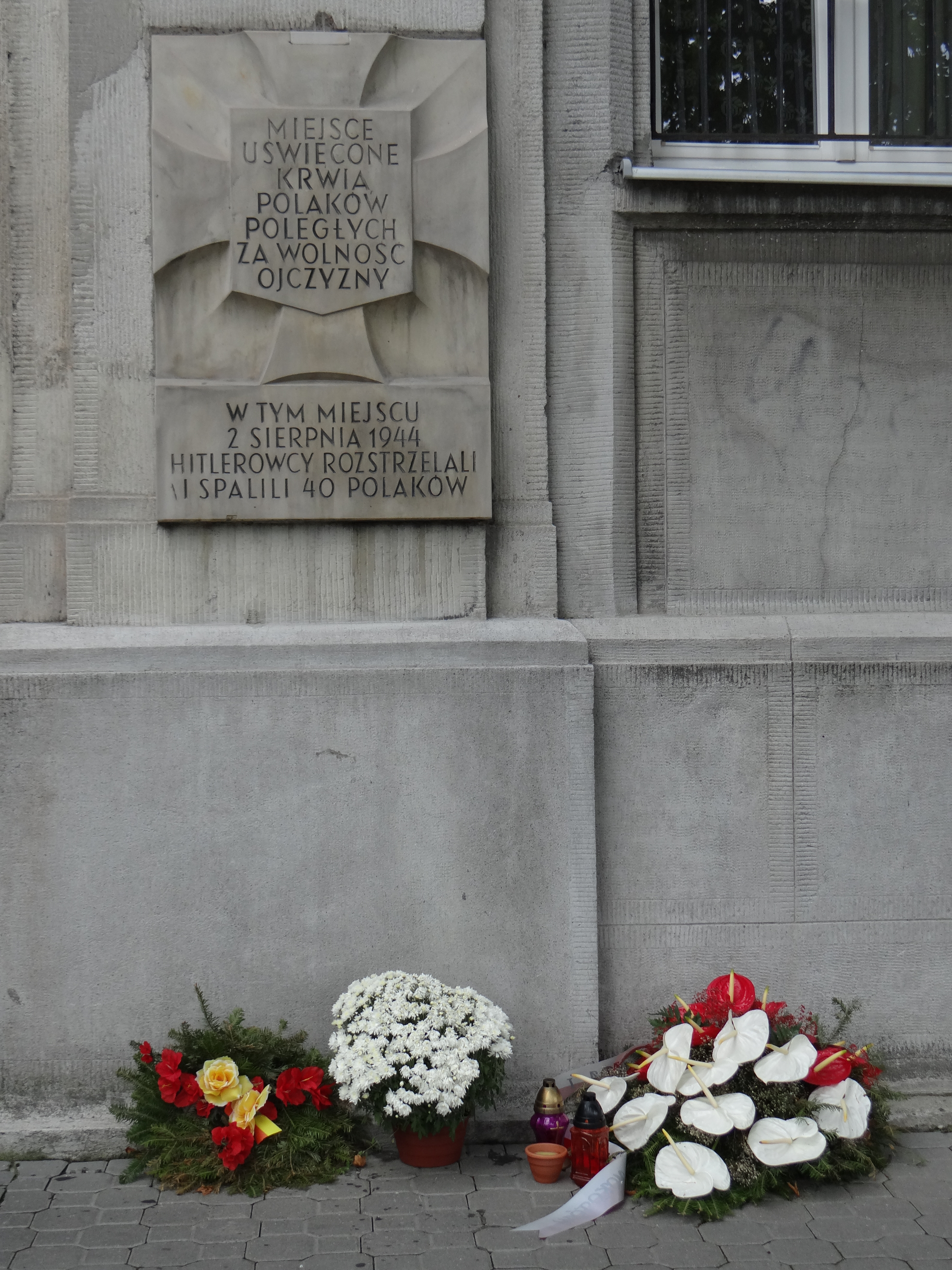
Die Gedenkstafel an der Wand des ehemaligen Hauses der Schriftsteller (heute das Collegium Babolanum)

Nach einiger Zeit erreichte den Tatort der Jesuitenpater Bruno Pawelczyk. Im Zeitpunkt des Ausbruchs des Aufstandes war er außerhalb des Klosters, wurde aber nach einiger Zeit von den Deutschen gefangen genommen und ins Gefängnis in der Stauferkaserne gebracht. Nachdem Pawelczyk vom Schicksal seiner Mitbrüder erfahren hatte, schloss er sich einem aus den Gefangenen bestandenen Sanitätskommando an, das sich mit dem Vergraben der Ermordeten und Verstorbenen beschäftigte. Als das Kommando in die Rakowiecka-Straße 61 ankam, überzeugte Pawelczyk die anderen Sanitärer, anstatt die Leichen zu verlegen und zu vergraben, diese im Raum zu mauern, in dem die Hinrichtung stattfand. Dies erleichterte später das Auffinden und Exhumierung der Leichen.
Nach dem Krieg wurden die Überreste der Opfer des Massakers in vier Särgen gelegt. In eigenen Särgen wurden die exhumierte Leichnamen von Pater Kosibowicz und Pater Leonard Hrynaszkiewicz (Jesuit, er starb im Warschauer Stadtteil Nowe Miasto) gelegt. Alle sechs Särge wurden unter dem Boden des Raumes, in dem das Massaker stattfand, vergraben und der Raum wurde in einer Kapelle umgestaltet. Regelmäßig besuchten sie Pilger, die zum Sanktuarium des Heiligen Andrzej Bobola.
Zwei Gedenktafel erinnern an diese Tragödie: die freistehende Gedenktafel neben dem Zaun des Sanktuariums von der Seite der Rakowiecka-Straße und die von Karol Tchorek entworfene Gedenktafel an der Wand des Collegium Bobolanum (von der Seite der Bobola Straße).
Am 17. September 2003 eröffnete der Bischof von Pelplin, Jan Bernard Szlaga, den Seligsprechungsprozess einer Gruppe von 122 polnischen NS-Opfern. Unter ihnen war Pater Władysław Wiącek, einer der Jesuiten, die am 2. August 1944 im Haus der Schriftsteller in der Rakowiecka-Straße ermordet wurden.
Auch 2003 erschien das Buch mit dem Titel „Masakra w klasztorze“ (Verlag Rhetos, Warschau 2003), [auf Deutsch: „Massaker im Kloster“], unter der Redaktion von Pater Felicjan Paluszkiewicz SJ, mit einer ausführlichen Beschreibung der tragischen Ereignisse im Haus der Schriftsteller im Sommer 1944 – einschließlich Erinnerungen und Aussagen der Überlebenden des Massakers. Auf der Grundlage dieses Buches entstand im nächsten Jahr unter demselben Titel ein vierzigminütiger Dokumentarfilm von Krzysztof Żurowski. Der Film wurde am 2. August 2004 – dem 60. Jahrestag des Verbrechens – uraufgeführt.